# プロテオーム
プロテオーム (proteome) とは、ある生物学的な系において存在しているタンパク質の総体である。生物学的な系とは組織や生物種、細胞の状態などを指す。複数の生物学的な系の間でプロテオームを比較することにより、生命現象を総合的に理解することが可能となる。例えばがん細胞と正常細胞のプロテオームを比較することにより、がん化の原因や治療方法を研究することに用いられる。プロテオームを扱う解析をプロテオミクスと言う。
Proteome という語はタンパク質を意味する Protein と「全体」を意味する -ome から作られ、1995年に初めて登場した。タンパク質とプロテオームの関係は、遺伝子 (gene) に対するゲノム (genome) のそれと対比できる。一般にゲノムは同一生物種内では変化しないが、プロテオームは細胞の状態によって大きく変化する。遺伝子は情報であり、機能するためには発現する必要がある。タンパク質は遺伝子機能の多くを担っている分子であり、プロテオームの解析は生命現象を知る上で重要であると考えられている。
しかしながら、タンパク質を網羅的に解析することは、遺伝子（核酸）よりもはるかに困難なものであった。その理由は大きく分けて二つある。まず一つ目は、核酸はPCRによって目的とするもののみを増幅できるが、タンパク質では増幅できないということである。量を増やすには、試料を増やして精製するしかなく、微量のまま解析する技術の確立も遅れた。もう一つは核酸は基本的に4種類の塩基から成り立つが、タンパク質を構成するアミノ酸は20種類あるため、核酸よりも測定が煩雑になることである。
現在では田中耕一らが実現化したMALDI法などの、質量分析法の発達によって高分子の微量同定が可能になり、2000年以降、さまざまな生物やヒト病態時のプロテオーム研究が行われている。
プロテオームの比較には二次元電気泳動するなどの方法がある。技術の改良が進み、同時に二つのサンプルを泳動し、蛍光色素を用いて比較する方法が開発されている。例えば正常細胞のプロテオームを緑色の色素で、ウイルスが感染した細胞を赤色色素でラベルし、蛍光の位置や強さにより比較できる。